# Elise Laverick
Elise Laverick, född den 27 juli 1975 i Rustington i Storbritannien, är en brittisk roddare.
Hon tog OS-brons i dubbelsculler i samband med de olympiska roddtävlingarna 2008 i Peking.